# SNCF Y 7020
Unter der Baureihenbezeichnung Y 7020 waren bei der französischen Staatsbahn SNCF zwei völlig unterschiedliche Baureihen von Rangiertraktoren (locotracteur) von den Vorgängergesellschaften übernommen und eingereiht worden. Zum einen die in den Jahren 1935 und 1936 von Baudet Donon Roussel (BDR) gelieferten Y 7021 bis Y 7032, zum anderen die von Renault in den Jahren 1934 und 1935 gelieferten Y 7033 bis Y 7038. Zwischen 1938 und 1946 ersetzte die SNCF die ursprünglichen Dieselmotoren durch Motoren von Willème. Als letzter Vertreter der Baureihe wurde mit Y 7038 eine der von Renault gelieferten Bauart im Jahre 1979 aus dem Dienst genommen.

## Geschichte und Beschreibung

### Bauart BDR
Im Mai 1934 bestellte die Compagnie des chemins de fer du Nord (Nord) bei BDR drei Einheiten mit der Herstellerbezeichnung 8V220 HN8. Diese Maschinen werden im Juni 1935 mit den Fabriknummern 357 bis 359 ausgeliefert. Sie sind mit einem Frichs 6175 CA 6-Zylinder-Reihendieselmotor mit 220 PS (gefertigt in Lizenz von Corpet-Louvet), einer Comète-Mécano-Kupplung und einem mechanischen 8-Gang-Schaltgetriebe von Cotal ausgestattet. Sie erhielten die Nummern BDR 7 bis BDR 9.
Die staatliche Eisenbahngesellschaft Chemins de fer de l’État (ETAT) bestellte im Juli 1934 eine Serie von 10 Lokomotiven desgleichen Typs 8V175 HN7 bei BDR. Die Lieferung erfolgte von August 1935 bis April 1936. Sie erhielten die Kennzeichen ZZ 0211 bis 0220. Die ersten acht Maschinen sind mit einem Renault 4A200-Motor mit 175 PS und die letzten beiden mit einem Saurer BXDS-Reihensechszylindermotor mit ebenfalls 175 PS ausgestattet.

### Bauart Renault
Die ETAT bestellt bei der Firma Renault zunächst zwei Lokomotiven mit der Herstellerbezeichnung UV, die im Januar 1935 geliefert werden und zunächst die Bezeichnungen ZZ 301 und ZZ 302 erhielten. Zwei Weitere kamen im März 1935 mit den Bezeichnungen ZZ 303 und ZZ 304 in Dienst. Zwei weitere im August 1936 gelieferte Lokomotiven wurden mit der Bezeichnung ZZ 2205 und ZZ 2206 eingereiht, im Zuge dessen wurden dann auch die zuvor gelieferten Maschinen zu ZZ 2201 bis ZZ 2204 umgenummert. Sie sind mit einem 130 PS starken Renault-Motor und einem mechanischen Getriebe ausgestattet.
Als Ersatz für eine alte benzinbetriebene BDR-Lokomotive bestellte die Chemins de fer de l’Est (EST) eine einzige Lokomotive des Typs UV, die 1934 geliefert wird und mit der Betriebsnummer T-2010 in Dienst ging.

## Betrieb bei der SNCF

### Bauart BDR
Neun von ETAT übernommenen Rangierlokomotiven der BDR wurden von der am 1. Januar 1938 gegründeten SNCF zunächst als LZZ BD 16001 bis LZZ BD 16009 (BD steht für BDR) und die drei von Nord übernommenen als LZZ BD 22001 bis LZZ BD 22003 geführt. Im Jahre 1946 erfolgte die Einreihung als Y BD 16001 bis Y BD 16009 beziehungsweise Y BD 18001 bis Y BD 18003. 
Während des Zweiten Weltkrieges seit 1942 und bis zum Jahre 1947 war die LZZ BD 16009 mit einem Vergaser ausgestattet.

### Bauart Renault
Die Renault-Lokomotiven erhielten anfänglich die Bezeichnungen LZZ R 13001 bis LZZ R 13006 (R steht für Renault) für die von ETAT übernommenen Maschinen und LZZ R 12001 für das Einzelstück EST T-2010. Im Jahre 1946 wurden sie zu Y R 13001 bis Y R 13007 umgezeichnet, allerdings war eine Nummer umbesetzt, da eine der ehemaligen Renault-Rangierlokomotiven aus dem Los von ETAT bei einem Bombenangriff zerstört worden war.
| Herkunft | 1934    | SNCF 1938    | SNCF 1946  |                                          |
| -------- | ------- | ------------ | ---------- | ---------------------------------------- |
| ETAT     | ZZ 0211 | LZZ BD 16001 | Y BD 16001 | ein Fahrzeug fehlt in den Bestandslisten |
| ETAT     | ZZ 0212 | LZZ BD 16002 | Y BD 16002 |                                          |
| ETAT     | ZZ 0213 | LZZ BD 16003 | Y BD 16003 |                                          |
| ETAT     | ZZ 0214 | LZZ BD 16004 | Y BD 16004 |                                          |
| ETAT     | ZZ 0215 | LZZ BD 16005 | Y BD 16005 |                                          |
| ETAT     | ZZ 0216 | LZZ BD 16006 | Y BD 16006 |                                          |
| ETAT     | ZZ 0217 | LZZ BD 16007 | Y BD 16007 |                                          |
| ETAT     | ZZ 0218 | LZZ BD 16008 | Y BD 16008 |                                          |
| ETAT     | ZZ 0219 | LZZ BD 16009 | Y BD 16009 |                                          |
| ETAT     | ZZ 0220 | –            | –          |                                          |
| NORD     | BDR 7   | LZZ BD 22001 | Y BD 18001 |                                          |
| NORD     | BDR 8   | LZZ BD 22002 | Y BD 18002 |                                          |
| NORD     | BDR 9   | LZZ BD 22003 | Y BD 18003 |                                          |

| Herkunft | 1935   | 1936    | SNCF 1938   | SNCF 1946 |                                |
| -------- | ------ | ------- | ----------- | --------- | ------------------------------ |
| ETAT     | ZZ 301 | ZZ 2201 | LZZ R 13001 | Y R 13001 | ein Fahrzeug war Kriegsverlust |
| ETAT     | ZZ 302 | ZZ 2202 | LZZ R 13002 | Y R 13002 |                                |
| ETAT     | ZZ 303 | ZZ 2203 | LZZ R 13003 | Y R 13003 |                                |
| ETAT     | ZZ 304 | ZZ 2204 | LZZ R 13004 | Y R 13004 |                                |
| ETAT     | –      | ZZ 2205 | LZZ R 13005 | Y R 13005 |                                |
| ETAT     | –      | ZZ 2206 | LZZ R 13006 | Y R 13006 |                                |
| EST      | T-2010 | T-2010  | LZZ R 12001 | Y R 13007 |                                |

### Modernisierung

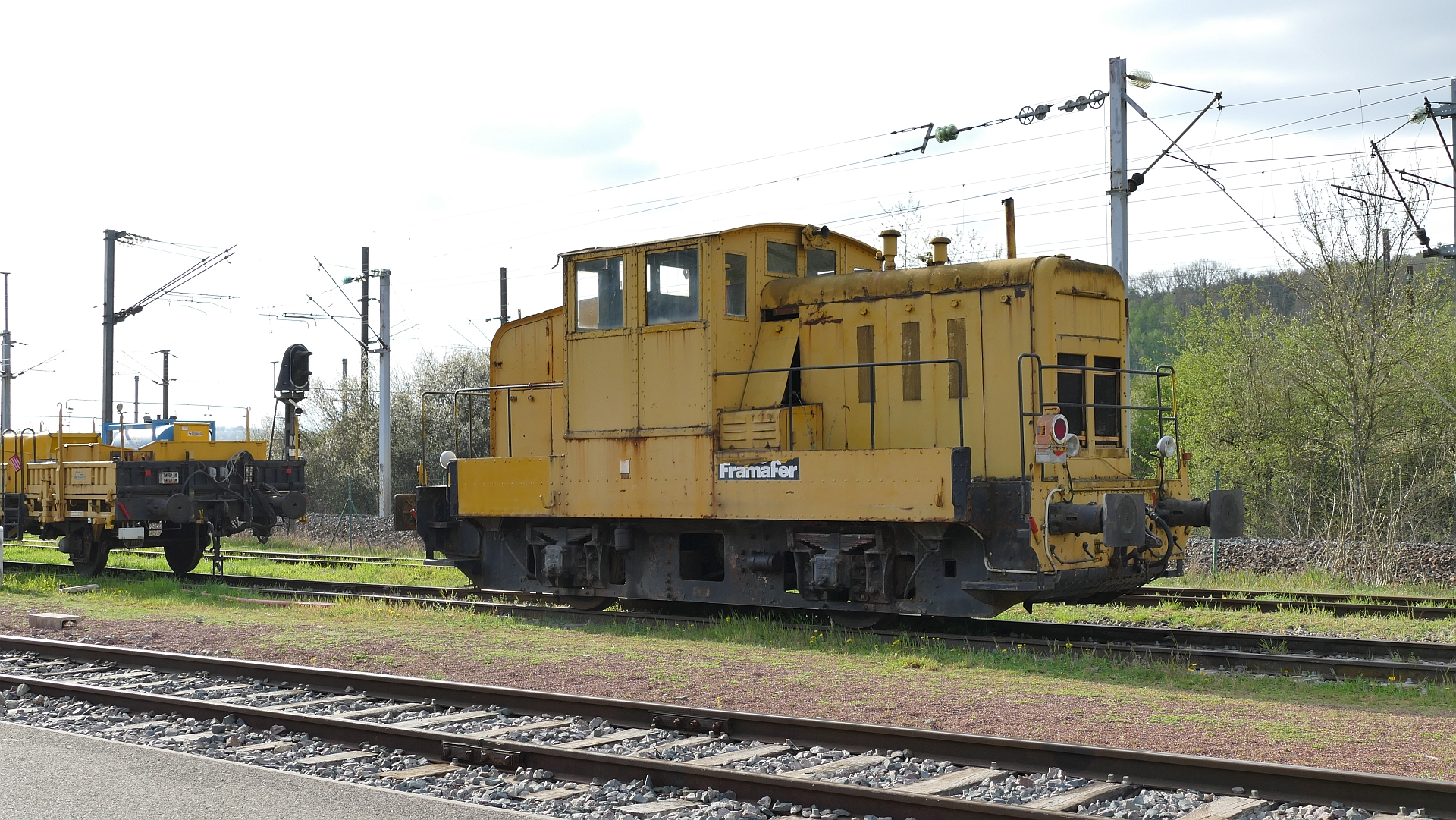
BDR-Bauart bei einem privaten Unternehmen in Béning-lès-Saint-Avold

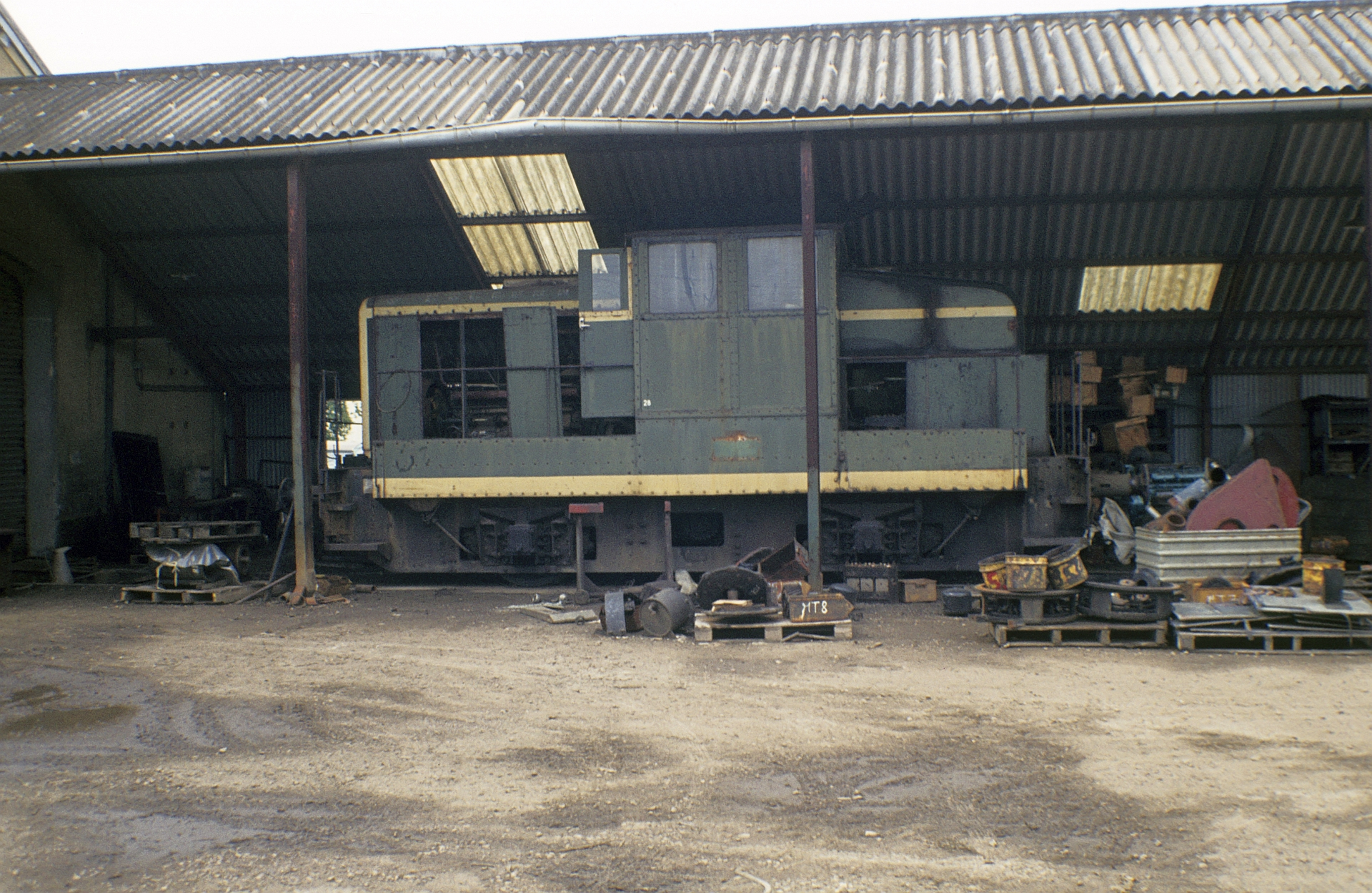
Unbekannte Lok der BDR-Bauart der SNCF in einer Werkstatt in Noyon

Zwischen 1938 und 1946 ersetzte die SNCF den originalen Motor in allen vorhandenen Lokomotiven mit einem F8M 517P (8-Zylinder-Reihenmotor) des Herstellers Willème mit 180 PS.
Im Jahr 1960 beauftragte die SNCF die Werkstätten Ateliers de Nevers Machines (ANM) der SNCF mit der Modernisierung eines Teils ihrer Rangierlokomotiven. Zwischen 1960 und 1962 wurden unter Verwendung von Fahrgestell, Aufbau und Motor das ursprüngliche mechanische Getriebe durch ein neues hydromechanisches „Asynchro“-Getriebe ersetzt, das in den CFD-Werkstätten in Montmirail gebaut wurde. Dieses Getriebe, identisch mit dem der gleichzeitig modernisierten Baureihe SNCF Y 6020, bestand aus einer hydraulischen Kupplung von Ferrodo, einem pneumatisch gesteuerten mechanischen Getriebe mit Kupplungsbremse und Freilauf sowie einem Wendegetriebe von Minerva. Die Achsen wurden über Doppelrollenketten angetrieben. Im Rahmen dessen erhielten alle die bei der SNCF übliche Lackierung für Rangierlokomotiven. Der Lokomotivkasten wurde grün mit gelben Streifen, die Pufferbohle gelb und das Fahrgestell schwarz, später grau lackiert.
Anschließend wurden die von BDR gebauten Maschinen als SNCF Y 7021 bis Y 7032 und die von Renault gelieferte Baureihe lückenlos anschließend als SNCF Y 7033 bis Y 7038 geführt. Möglicherweise ist die antriebsseitige Vereinheitlichung der Grund für die Zusammenfassung in einer Baureihe. Bei diesen Umbauten wurde die alte Nummernreihenfolge nicht eingehalten, sondern in der Reihenfolge der Abnahme nach dem Umbau vergeben. Gesichert ist lediglich, dass die Y 7021 bis 7029 aus den Nummernkreisen Y BD 16001 bis 16009 stammen, die Y 7030 bis 7032 aus den Y BD 18001 bis 18003 und die Renault-Maschinen Y 7033 bis 7038 aus den Y R 13001 bis 13005 und dem Y R 13007 umgezeichnet wurden.

## Verbleibe
In den Depot Achères und Le Mans waren zum 1. Januar 1966 noch alle 18 Maschinen eingeschrieben, im Jahre 1973 waren noch 11 Lokomotiven gelistet. Als letzter Vertreter der Baureihe wurde mit Y 7038 eine der von Renault gelieferten Bauart am 20. Februar 1979 aus dem Dienst genommen. Von den BDR Lokomotiven war der Y 7027 noch im Jahre 1977 gelistet und muss bald darauf als letzter Vertreter der BDR Bauart den aktiven Dienst quittiert haben. Anfang der 1970er Jahre begann der Weiterverkauf an private Industriebetriebe oder Privatbahnen.
Während Renault den Typ UV auch in größerer Stückzahl an private Unternehmungen und nicht nur an die Länderbahn EST und die Staatsbahn ETAT lieferte, ist eine solche von BDR bisher nicht bekannt, aber nicht aus zu schließen.

### Bauart BDR
Bei dem noch im Jahre 2012 im Hafen von Strasbourg im Einsatz befindlichen und gegen Ende des Jahres 2014 durch die Firma MTS (Somes) – ebenfalls im Strasbourger Hafen – verschrotteten BDR locotracteur – einem von zwei Bekannten in gelber Farbgebung – dürfte es sich um Y 7021 handeln. Von diesem ist der Umbau durch CFD unter der Nummer AM 203 mit einer völlig neuen Karosserie bekannt. CFD rüstete ihn mit einem 340 PS starken Baudouin-Achtzylindermotor aus und lieferte ihn über Desbrugères (eine Tochtergesellschaft von CFD) 1984 an das Silo der UNCAC aus. Er wurde in den Jahren 1993 und 1994 im SIGMA-Silo (ehemals UNCAC) in La Grande-Paroisse (Département Seine-et-Marne 77) bildlich festgehalten.
Der Y 7026, ausgemustert im Depot Achères, wurde an die Unternehmung Ets Dartus and Cie für ihr Getreidesilo in Le Bourrassol in der Gemeinde Pins-Justaret (Haute-Garonne 31) verkauft. Er hatte im Mai 1992 noch seine Lackierung aus der letzten Zeit bei der SNCF.
Die Coopérative Agricole Dauphinoise (CAD) setzte den Y 7027 zunächst in ihrem Silo in Beaurepaire (Département Isère 38) und dann in dem von Voreppe (Département Isère 38) ein. In Beaurepaire ist der Einsatz dieses in verblasstem Grün und noch mit gelber Pufferbohle erscheinenden Fahrzeugs Ende des Jahres 1998 belegt. Bei dem vier Jahre später im November 2002 im nicht weit davon entfernten Feyzin gesichteten Exemplar dürfte es sich um dasselbe Fahrzeug handeln.
Die Chemin de fer Mamers - Saint-Calais kaufte 1972 die Lokomotiven Y 7029 und Y 7035 (Renault), die dort Nummern MSC 12 bzw. MSC 11 erhielten. Nach der Schließung der Bahn gingen diese beiden Exemplare wieder zurück an die Firma Patry.
SNCF Y 7030 – vermutlich der Einzige in später oranger Farbgebung – wurde an die Zuckerfabrik Abbeville (sucrerie Abbeville) verkauft, wo er in den 1990er Jahren fotografisch dokumentiert wude.
Der BDR 8, vermutlich der spätere Y 7031, war noch im Jahre 2019 bei der Société Coopérative Agricole Dromoise de Cérérales à le Pouzin (Ardèche) abgestellt vorhanden.
Darüber hinaus gibt es zahlreiche Sichtungen einzelner Exemplare aus der Baureihe, die nicht näher identifiziert werden konnten. Im Jahre 1983 wurde eine Maschine bei Desbrugères SARL in Noyon (Oise 60), noch in der Farbgebung der SNCF, mutmaßlich einer Revision unterzogen. Eine weitere der BDR Lieferungen soll im November 2016 im Raum Nanterre vorhanden gewesen sein. In Celon war noch im Jahre 2019 ein nicht näher bestimmte Maschine der BDR Bauart an der Verladeanlage für Baryt der Chaillac Minen abgestellt vorhanden, dort war sie im September 2009 noch im Einsatz. Auch das Recyclingunternehmen PURMET in St-Pierre-de-Chandieu (Rhône 69) verwendete eine BDR Maschine. Ein inzwischen gelb lackiertes Exemplar der BDR-Variante wurde wenigstens seit 2017 bis heute (Stand Mai 2025) bei der Firma Framafer in 57800 Béning-lès-Saint-Avold in Lothringen im Département Moselle eingesetzt. Zu einem nicht näher bekannten Zeitpunkt erhielt es einen Ersatzmotor in Form eines luftgekühlten Deutz-Motors und die Registrierungsnummer AT3 MZ 117 (MZ steht für den Direktionsbezirk Metz).

### Bauart Renault
Neben dem erwähnten Y 7035 der Chemin de fer Mamers - Saint-Calais wurde der als letztes Exemplar der Baureihe ausgemusterte  Y 7038 an die Société des coopératives agricoles de l'Eure et loir (SCAEL) für deren Getreidesilo in Marchezais-Broué (Eure-et-Loir 28) verkauft. Inzwischen in blauer Farbgebung mit weißen Streifen rostete er nach seinem Ende als Werkslokomotive noch viele Jahre vor sich ihn. Er trug bis zuletzt sein Nummernschild aus der Zeit bei der SNCF.
Bei den Ets NABON in Blois (Loir-et-Cher 41) wure 1996 ein unbekannter RENAULT, der 1960 von den Ateliers de Nevers modernisiert worden war, fotografiert. Er war inzwischen mit einem DAF 1160-Motor neu motorisiert worden.
Ein nicht identifizierter Renault mit Rangierkupplung war im Jahre 2001 im Hafen von Illange vorhanden. Ob er überhaupt aus Staatsbahndiensten stammt ist nicht belegt.

## Modelle
Eine Wiedergabe im Maßstab 1:43 war in den 2010er Jahren bei Haxo Modele - Roger PICHON projektiert.